# Межник (Шелонская волость)
Межник — деревня в Дедовичском районе Псковской области России. Входит в состав Шелонской волости.

## География
Деревня находится в восточной части Псковской области, в зоне хвойно-широколиственных лесов, к востоку от реки Шелонь, на расстоянии примерно 10 километров (по прямой) к северо-западу от посёлка городского типа Дедовичи, административного центра района.
Климат
Климат характеризуется как переходный от морского к умеренно континентальному, со снежной мягкой зимой и прохладным летом. Средняя многолетняя температура самого холодного месяца (января) составляет −7,5°С, температура самого тёплого (июля) — +17,4°С. Среднегодовое количество осадков — 603 мм.
Часовой пояс
Деревня Межник, как и вся Псковская область, находится в часовой зоне МСК (московское время). Смещение применяемого времени относительно UTC составляет +3:00.

## История
По сведениям 1872—1877 годов населённый пункт считался селом, имелось 19 дворов, числилось 46 жителей мужского пола и 51 — женского. Входил в Межницкую волость Порховского уезда Псковской губернии. Здесь располагались православная церковь, волостное правление, торжок и лавка.
До 2015 года деревня входила в состав ныне упразднённой Дубишенской волости.

## Население
| 2001 | 2002 | 2010 |
| ---- | ---- | ---- |
| 1    | ↘0   | →0   |